# Rajd Wikingów 1954
Rajd Wikingów 1954 (4. Viking Rally) – 4. edycja rajdu samochodowego Rajd Wikingów rozgrywanego w Norwegii. Rozgrywany był od 11 do 13 września 1954 roku. Rajd był dziewiątą rundą Rajdowych Mistrzostw Europy w roku 1954.

## Klasyfikacja rajdu
| Miejsce                | Kierowca               | Pilot                  | Samochód               | Czas                   | Strata                 |                        |
| Klasyfikacja generalna | Klasyfikacja generalna | Klasyfikacja generalna | Klasyfikacja generalna | Klasyfikacja generalna | Klasyfikacja generalna | Klasyfikacja generalna |
| ---------------------- | ---------------------- | ---------------------- | ---------------------- | ---------------------- | ---------------------- | ---------------------- |
| 1.                     | Carsten Johansson      | Gunnar Jensen          | Ford Mainline V8       | 9                      |                        |                        |
| 2.                     | Hans Ingier            | Walther Schjølberg     | Ford Anglia            | 11                     | +2                     |                        |
| 3.                     | Leif Samsing           | Elvind Hall-Torgersen  | Fiat 1100              | 12                     | +3                     |                        |
| 4.                     | Lars Askersrud         | Arne Ingier            | Volkswagen             | 19                     | +10                    |                        |
| 5.                     | Per Bråthen            | Gunnar Kjølstad        | Fiat 1100              | 20                     | +11                    |                        |
| 6.                     | Carl-Axel Adolfsson    | Ingmar Karlsson        | Ford Anglia            | 26                     | +17                    |                        |
| 7.                     | Birger Strand          | Harald Stavseth        | Ford Zephyr MK1        | 29                     | +20                    |                        |
| 8.                     | Per Bråthen            | Freddy Walby           | Volkswagen             | 33                     | +24                    |                        |
| 9.                     | Walter Schlüter        | Leif Nyborg            | DKW F 91               | 34                     | +25                    |                        |
| 10.                    | Rune Bäcklund          | Helmer Broberg         | Volvo PV 444           | 35                     | +26                    |                        |